# José Ramón Alexanko
José Ramón Alexanko Ventosa (Barakaldo, 19 maggio 1956) è un dirigente sportivo, allenatore di calcio ed ex calciatore spagnolo, di ruolo difensore.

## Carriera

### Giocatore
Basco d'origine, debuttò nell'Athletic Club di Bilbao nel 1977 e passò al Barcellona nel 1980. In Catalogna rimase per tredici anni, giocando 274 partite.
Giocò 34 volte nella nazionale spagnola e una nell'Euskal Selekzioa. Con la maglia delle Furie Rosse prese parte al campionato d'Europa 1980 e al campionato del mondo 1982.

## Palmarès

### Giocatore

#### Club

##### Competizioni nazionali
- Campionato spagnolo: 4

Barcellona: 1984-1985, 1990-1991, 1991-1992, 1992-1993
- Coppa di Spagna: 4

Barcellona: 1980-1981, 1982-1983, 1987-1988, 1989-1990
- Supercoppa di Spagna: 3

Barcellona: 1983, 1991, 1992
- Coppa della Liga: 2

Barcellona: 1983, 1986

##### Competizioni internazionali
- Coppa delle Coppe: 2

Barcellona: 1981-1982, 1988-1989
- Coppa dei Campioni: 1

Barcellona: 1991-1992
- Supercoppa UEFA: 1

Barcellona: 1992